# USS Mertz (DD-691)
USS Mertz (DD-691) là một tàu khu trục lớp Fletcher được Hải quân Hoa Kỳ chế tạo trong Chiến tranh Thế giới thứ hai. Nó là chiếc tàu chiến duy nhất của Hải quân Mỹ được đặt theo tên Chuẩn đô đốc Albert Mertz (1851-1936). Nó đã hoạt động cho đến hết Thế Chiến II, xuất biên chế năm 1946, rồi xuất đăng bạ năm 1970 và bị bán để tháo dỡ năm 1971. Mertz được tặng thưởng mười Ngôi sao Chiến trận do thành tích phục vụ trong Thế Chiến II.

## Thiết kế và chế tạo
Mertz được đặt lườn tại xưởng tàu của hãng Bath Iron Works ở Bath, Maine vào ngày 10 tháng 5 năm 1943. Nó được hạ thủy vào ngày 11 tháng 9 năm 1943; được đỡ đầu bởi bà Selma M. Allen, con gái Chuẩn đô đốc Mertz, và nhập biên chế tại Charlestown, Massachusetts vào ngày 19 tháng 11 năm 1943 dưới quyền chỉ huy của Trung tá Hải quân William S. Estabrook, Jr..

## Lịch sử hoạt động

### 1944
Sau khi chạy thử máy ngoài khơi Bermuda, Mertz khởi hành từ Norfolk, Virginia, vào ngày 26 tháng 1 năm 1944 để đi sang khu vực Trung tâm Thái Bình Dương ngang qua kênh đào Panama và San Diego, California, đi đến Trân Châu Cảng vào ngày 5 tháng 3. Đế ngày 9 tháng 3, nó lên đường đi quần đảo Marshall trong thành phần hộ tống một đoàn tàu vận tải, đi đến đảo san hô Majuro sáu ngày sau đó. Nó lên đường vào ngày 22 tháng 3 để gia nhập Đội đặc nhiệm 58.2, và đến ngày 26 tháng 3 đã hoạt động như một tàu hộ tống để quay trở lại Majuro.
Trên đường đi vào ngày 31 tháng 3, Mertz phát hiện và tiêu diệt một tàu buôn Nhật Bản lúc 06 giờ 00. Đội đặc nhiệm đi đến Majuro vào ngày 6 tháng 4, và nó lên đường đi New Hebrides năm ngày sau đó trong thành phần bảo vệ cho tàu sân bay hộ tống Barnes (CVE-20), đi đến Espiritu Santo vào ngày 15 tháng 4. Đến giữa tháng 5, chiếc tàu khu trục quay trở lại Trân Châu Cảng để chuẩn bị cho Chiến dịch quần đảo Mariana. Nó đảm nhiệm bắn hải pháo hỗ trợ và tuần tra gần bờ ngoài khơi Saipan vào ngày 14 tháng 6, bắn phá các vị trí pháo binh đối phương vào ban ngày và bắn pháo sáng vào các vị trí đối phương cho đến ngày 22 tháng 6, khi nó quay trở lại hộ tống các đoàn tàu vận tải.
Mertz sau đó tham gia cuộc chiếm đóng Peleliu và Angaur thuộc quần đảo Palau, đi đến nơi vào ngày 10 tháng 9. Sau khi hoàn thành nhiệm vụ, nó rút lui về Manus thuộc quần đảo Admiralty vào ngày 23 tháng 9, chuẩn bị cho chiến dịch đổ bộ tiếp theo lên Leyte, Philippines.
Vào ngày D đổ bộ 20 tháng 10, Mertz hộ tống các tàu đổ bộ vượt qua các cuộc không kích đối phó của đối phương để đi đến các bãi đổ bộ, và đến cuối ngày hôm đó đã tuần tra ngoài khơi đảo Dinagat ở lối ra vào vịnh Leyte. Vào sáng sớm ngày 25 tháng 10, khi Lực lượng phía Nam của Hạm đội Liên hợp Nhật Bản dưới quyền Phó đô đốc Shoji Nishimura hướng đến vịnh Leyte ngang qua biển Mindanao, nó cùng với tàu khu trục McNair (DD-679) đang tuần tra giữa Desolation Point và đảo Homonhon, nhưng hạm đội đối phương lựa chọn di chuyển lên phía Bắc dọc theo bờ biển đảo Dinagat. Khi hạm đội Nhật tiến vào eo biển Surigao, các thiết giáp hạm và tàu tuần dương hạng nặng dưới quyền Chuẩn đô đốc Jesse B. Oldendorf đã được bố trí theo kiểu cắt ngang chữ T cổ điển, khóa chặt lối ra vào eo biển và tiêu diệt hầu như toàn bộ lực lượng của Nishimura trong khuôn khổ Trận chiến eo biển Surigao. Trong ngày hôm đó, bắn rơi một máy bay tiêm kích Mitsubishi A6M Zero bằng hỏa lực súng máy phòng không.
Sau khi bãi đổ bộ ở Leyte được củng cố, Mertz lên đường đi Hollandia, New Guinea vào ngày 26 tháng 10, thả neo tại vịnh Humboldt vào ngày 30 tháng 10, nơi nó được tiếp liệu. Con tàu lại khởi hành đi Leyte vào ngày 9 tháng 11, hộ tống một đoàn tàu vận tải tiếp liệu, đến nơi năm ngày sau đó. Nó tiếp tục đi đến Seeadler Harbor, Manus để gia nhập một đơn vị đặc nhiệm được tập trung để đột phá vào biển Sulu vốn bị đối phương kiểm soát từ năm 1942, nhằm mục đích chiếm Mindoro. Lực lượng phải chịu đựng cả một cơn bão lẫn sự không kích của đối phương, khi chiếc tàu khu trục bắn rơi một máy bay tiêm kích Lục quân Ki-43 "Oscar" vào ngày 15 tháng 12, và trợ giúp vào việc tiêu diệt những chiếc khác.

### 1945
Mertz rời vịnh San Pedro vào ngày 4 tháng 1, 1945, thực hiện một chuyến đi khác đến biển Sulu để hỗ trợ cho cuộc tấn công lên Luzon tại vịnh Lingayen vào ngày 9 tháng 1, và rút lui trở về vịnh San Pedro vào ngày 16 tháng 1. Sang ngày 10 tháng 2, nó khởi hành từ Ulithi trong thành phần Lực lượng Đặc nhiệm 58, lực lượng tàu sân bay nhanh, và hoạt động liên tục ngoài biển khơi trong suốt ba tháng tiếp theo. Nó tham gia cuộc không kích lên khu vực Tokyo vào ngày 16 tháng 2, cuộc đổ bộ lên Iwo Jima vào ngày 19 tháng 2, và cuộc không kích lên Okinawa vào ngày 1 tháng 3. Đang khi hộ tống các tàu sân bay ngoài khơi đảo Kyūshū, Nhật Bản vào tháng 3, hỏa lực phòng không của nó đã bắn rơi  thêm hai máy bay đối phương; và khi hoạt động ngoài khơi Okinawa vào ngày 18 tháng 4, nó cũng giúp đánh chìm tàu ngầm Nhật I-56. Chiếc tàu khu trục rút lui về Ulithi vào ngày 14 tháng 5 trước khi lại đi đến Okinawa vào ngày 24 tháng 5; sau đó nó đi đến Okino Daito Jima nơi nó bắn phá đảo này vào ngày 9 tháng 6. Nó lên đường đi vịnh Leyte, Philippines vào ngày hôm sau, về đến vịnh San Pedro vào ngày 13 tháng 6.
Trong biên chế Đệ Tam hạm đội dưới quyền Đô đốc Willam F. Halsey, Mertz rời vịnh San Pedro vào ngày 1 tháng 7, và đi đến khu vực phụ cận bờ biển Đông Nam Tokyo chín ngày sau đó. Việc không kích xuống các đảo chính quốc Nhật Bản bắt đầu từ khu vực Tokyo vào ngày 10 tháng 7, tiếp nối dọc bờ biển lên phía Bắc, trước khi chiếc tàu khu trục tham gia một cuộc càn quét tàu bè đối phương tại khu vực quần đảo Kuril trên đường đi sang quần đảo Aleut. Nó đi đến Adak vào ngày 14 tháng 8, một ngày trước khi Đế quốc Nhật Bản chấp nhận đầu hàng kết thúc chiến tranh.

### Sau chiến tranh
Mertz khởi hành từ Adak vào ngày 31 tháng 8 để quay lại Nhật Bản, đi đến Ominato về phía Bắc đảo Honshū vào ngày 8 tháng 9 để hoạt động cùng Đệ Tam hạm đội trong nhiệm vụ chiếm đóng khu vực phía Bắc đảo Honshū và Hokkaidō. Nó rời cảng Ominato vào ngày 15 tháng 9 để quay về nhà, về đến San Francisco vào ngày 30 tháng 9.
Vào ngày 1 tháng 12, 1945, Mertz khởi hành đi San Diego, nơi nó xuất biên chế vào ngày 23 tháng 4, 1946, và được đưa về Hạm đội Dự bị Thái Bình Dương. Nó được chuyển đội dự bị tại Long Beach, California vào ngày 1 tháng 7, 1951, rồi đến đội Stockton, California vào ngày 1 tháng 1, 1959, ở lại đây cho đến năm 1969. Tên nó được rút khỏi danh sách Đăng bạ Hải quân vào ngày 1 tháng 10, 1970, và bị bán để tháo dỡ vào ngày 16 tháng 12, 1971.

## Phần thưởng
Mertz được tặng thưởng mười Ngôi sao Chiến trận do thành tích phục vụ trong Thế Chiến II.